# Flaga obwodu charkowskiego

Flaga obwodu charkowskiego

Flaga obwodu charkowskiego – oficjalny symbol obwodu charkowskiego, jednego z obwodów na wschodzie Ukrainy.
Wygląd flagi obwodu charkowskiego regulowany jest przez uchwałę Charkowskiej Rady Obwodowej z dnia 11 maja 1999 roku „O ustanowieniu symboliki obwodu charkowskiego”.
Dodatek nr 4 do wyżej wymienionej uchwały zawiera w ustępie 2 opis flagi obwodu:

Flagę obwodu stanowi prostokątny płat tkaniny (stosunek szerokości do długości 2:3) koloru malinowego z wizerunkiem herbu obwodu w części środkowej. Wysokość tarczy herbowej wynosi 1/2 szerokości flagi. Flaga obwodu jest dwustronna. U zwieńczenia drzewca znajduje się metalowy stożek, którego wysokość równa jest 1/10 szerokości flagi, podstawa stożka równa jest podwójnej średnicy drzewca, umieszczana jest na podstawie cylindrycznej o wysokości równej 1/20 szerokości flagi. Kolor metalu, z którego produkowane jest zwieńczenie – srebrny.

Flaga obwodu charkowskiego jest stale eksponowana przed budynkami będącymi siedzibami rady obwodowej oraz obwodowej administracji państwowej. W czasie trwania sesji rady obwodowej flaga obwodu podnoszona jest przed budynkiem, w którym odbywa się sesja oraz wewnątrz sali sesyjnej.
Autorem flagi obwodu charkowskiego jest Serhij Szaposznykow, który zaprojektował również herb obwodu.